# Лорд Кривавий Вог Роло
Роло Местман Тап'є (англ. Rolo Mestman Tapier також відомий як Лорд Кривавий Вог Роло; 1 липня 1945 - 3 грудня 2007) був австралійським інженером, алармістом та активістом. Спочатку він здобув популярність своїми антимонархічними заявами і діяльністю і став одним з перших членів BUGAUP (Billboard, що використовує графітистів проти нездорових рекламних акцій). його провокаційні та іноді конфронтаційні манери, особливо з поліцією, неодноразово призводили до того, що він затримувався або заарештовувався за незначними звинуваченнями.

## Біографія
Роло Местман Тап'є Народився 1 липня 1945 в столиці Сан-Мігель-де-Тукуман, Аргентина. Мати Роло була українкою за походженням, а його батько-католиком. У дитинстві Роло захопився електронікою і коли йому було близько 12 років, створив невеликий бізнес з продажу радіоприймачів, які він зробив сам. Любов і захоплення Роло електронікою тривали все його життя. Після того, як він був призваний на Національну службу в якості пара-десантника, Роло навчався і отримав кваліфікацію інженера-електронщика. у 1970 році Роло емігрував до Австралії, влаштувавшись вдома в Сіднеї, Австралія. Роло вперше привернув увагу Сіднейської громади в 1979 році, коли він відмовився від своєї клятви вірності королеві відразу ж після церемонії імміграційного громадянства на тій підставі, що він був республіканцем, а королева не була демократично обраним представником народу. Зречення викликало фурор[джерело?] багато верств суспільства, включаючи РСЛ, закликали до його депортації.
Роло був заарештований під час параду на честь Дня Австралії в 1981 році і звинувачений в «поведінці, яка може викликати серйозну тривогу і образу». Він носив сендвіч-дошку з антимонархічними гаслами, такими «як скасувати монархію» і «роялісти-це ковбойські колонізатори, які страждають комплексом неповноцінності», і пропонував обговорити цю тему з будь-яким, хто погодиться заплатити 20 центів за привілей. Суддя відхилив пред'явлене йому звинувачення на прохання адвоката Роло Уейна Флінна, найнятого Радою з громадянських свобод Нового Південного Уельсу..
Пізніше, в 1981 році, Роло публічно вибачився і сказав, що нарешті зрозумів свою помилку. Він стверджував, що тепер бачить, що монархія була найкращою системою для Австралії, і щоб загладити свою провину, він змінив своє ім'я на лорда кривавого Вога Роло, щоб забезпечити обслуговування між королівськими візитами для тих, хто хотів зробити реверанс і віддати данину поваги королівській родині.він заявив, що він був настільки непохитний в тому, що монархічна система була кращою, що він запропонував всім австралійським дітям також присягнути на вірність короні і бути депортованими, якщо вони відмовляться.

## Особисте життя
В березні 1985 року Роло одружився з активісткою Розалін Андерсон, яка стала леді (Bloody Wog Rolo). У них є два сини: Алекс народився в 1986 році і Робін народився в 1988 році. Вони розлучилися в 1991 році. У 2000 році Роло змінив своє ім'я на Роло Местман Тап'є, щоб відповідати імені, яке використовували його сини.
У 1986 році Роло розробив і виготовив автомобільну сигналізацію, яка була оцінена як найвища з десяти автомобільних сигналізацій, оцінених австралійською Асоціацією споживачів в ході випробування, проведеного в 1987 році. Результати були опубліковані в березні 1988 року в журналі «Choice magazine». Навіть його Автомобільна сигналізація викликала суперечки, оскільки об'єднана артистична корпорація подала заявку на заперечення проти реєстрації товарного знака Роло «Чорна Пантера». ОАК не вказала підстав для їх незгоди, лише те, що вони були власниками персонажа «Рожева пантера». Логотип «Black Panther» був намальований Сіднейським художником Кевіном Маккеєм і показували мультфільм, що зображує Чорну пантеру, притулилася до автомобіля. «United Artists» не надав жодних доказів підтримки, і їхня заявка на заперечення в кінцевому підсумку була анульована, і товарний знак був належним чином зареєстрований. Товарний знак з тих пір закінчився.

## Смерть
У травні 2006 року у Роло стався серцевий напад, в результаті якого він переніс операцію септичного коронарного шунтування. У вересні 2006 року лікарі виявили у Роло нирково-клітинний рак (рак нирки), який метастазував в його лімфатичні вузли, печінку і легені. Оскільки рак вийшов за межі лікувальної стадії, замість того щоб піддаватися виснажливому медичному лікуванню, Роло вважав за краще дозволити природі йти своєю чергою і прожив останні місяці у відносному спокої і задоволенні. Він помер 15 місяців потому, 3 грудня 2007 року. Роло похований на кладовищі Мальбіна-Лоун, Сорелл-Крік, Тасманія.